# Tenoria caricifolia
Tenoria caricifolia är en flockblommig växtart som beskrevs av Pietro Bubani. Tenoria caricifolia ingår i släktet Tenoria och familjen flockblommiga växter. Inga underarter finns listade i Catalogue of Life.